# Estació de Torrent Avinguda

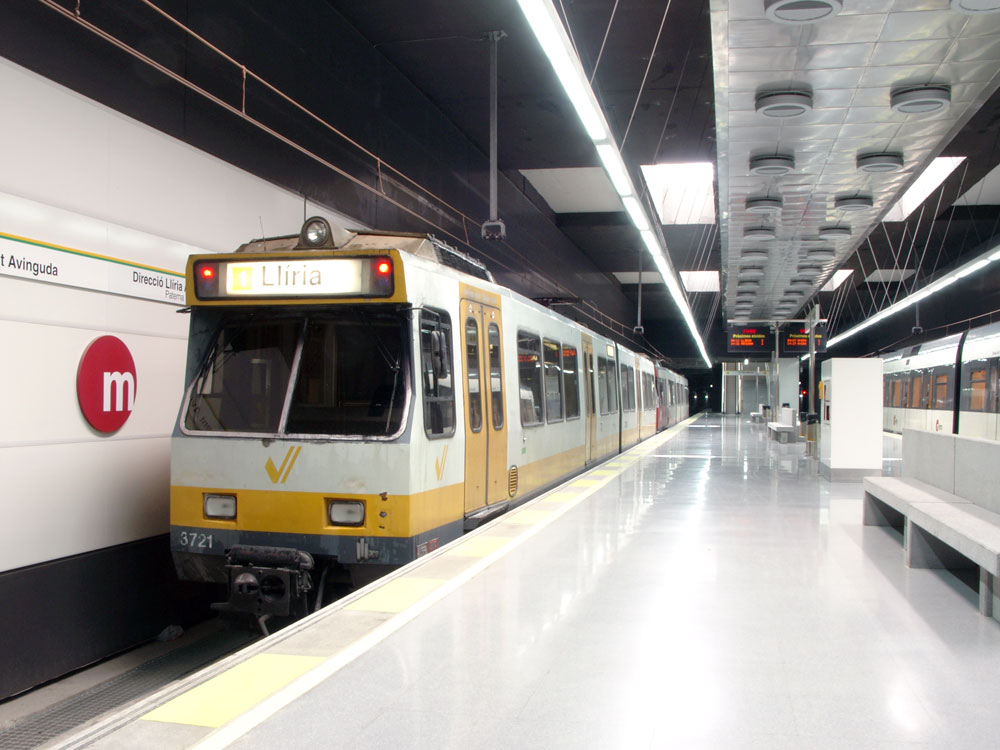
Interior de l'estació

L'Estació de Torrent Avinguda, situada al municipi de Torrent, a l'Horta, inaugurada el 22 de setembre de 2004, és una de les estacions de Metrovalència, sent de les dues estacions del municipi, la que més passatgers utilitzen i la segona de més trànsit de l'àrea metropolitana de la xarxa després de l'estació de Mislata. És el terminal de la línia 2 i la línia 7. L'ingrés es fa a l'avinguda al Vedat de Torrent.
L'estació forma part d'edifici de quatre plantes d'ús públic amb oficines, biblioteca i sala d'exposicions d'estil avantguardista projectat per Vicente González Móstoles, amb excavació entre pantalles, amb un cost de 23 milions d'euros, és un espai envidrat en què destaca el mural de 600 metres quadrats de Carmen Calvo Sáenz de Tejada, amb siluetes estampades en diferents formats inspirada en escenes quotidianes de la dècada de 1960, amb un cost de 245.000 euros.
| Procedència/Destinació | <              | Línia | >              | Procedència/Destinació |
| ---------------------- | -------------- | ----- | -------------- | ---------------------- |
| Llíria                 | Torrent        |       | fi de trajecte | Torrent Avinguda       |
| Torrent Avinguda       | fi de trajecte | ...   | Torrent        | Marítim                |